# Đông Sơn, Đài Nam

Vị trí tại Đài Nam

Đông Sơn (tiếng Trung: 東山區; bính âm: Dōngshān qū) là một khu (quận) của thành phố Đài Nam, Trung Hoa Dân Quốc (Đài Loan). Đây là một quận nông nghiệp nằm trên lưu vực sông Cấp Thủy và địa hình chủ yếu là đồi núi. Đông Sơn có diện tích 124,9178 km², dân số vào tháng 8 năm 2011 là 22.834 người thuộc 8.235 hộ gia đình, mật độ cư trú đạt 182,8 người/km².